# Pawłów (powiat chełmski)
Pawłów – wieś w Polsce, położona w województwie lubelskim, w powiecie chełmskim, w gminie Rejowiec Fabryczny.
Wieś jest sołectwem w gminie Rejowiec Fabryczny. Według Narodowego Spisu Powszechnego z roku 2011 wieś liczyła 819 mieszkańców i była największą co do liczby ludności miejscowością gminy.
W miejscowości znajduje się Izba Garncarstwa i Bednarstwa.

## Historia

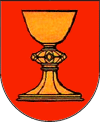
Dawny herb miejski Pawłowa

Dawniej miasto; 13 stycznia 1870 r. pozbawiono Pawłów praw miejskich. W latach 1870–1954 miejscowość była siedzibą gminy Pawłów.
W czasie okupacji niemieckiej mieszkająca we wsi rodzina Szajnerów udzieliła pomocy rodzinie Nisenkornów. W 1996 roku Instytut Jad Waszem podjął decyzję o przyznaniu Mariannie i Władysławowi Szajnerom tytułu Sprawiedliwych wśród Narodów Świata. W 1998 roku tytuł przyznano również Józefowi Szajnerowi.
Oprócz pomocy obywatelom polskim narodowości żydowskiej mieszkańcy Pawłowa udzielali też pomocy partyzantom. 
W odwecie reżim III Rzeszy zadecydował o pacyfikacji wsi. Po zrzuceniu ulotek informujących o odwecie za współpracę z bandami bolszewickimi rozpoczęło się bombardowanie Pawłowa w wyniku którego 
24 czerwca 1944 śmierć poniosło 15 osób, a około 80 zostało rannych. Zidentyfikowano 12 ofiar. Według innych źródeł w wyniku niemieckiego nalotu oraz działań oddziałów pacyfikacyjnych zabitych zostało 14 osób a 20 kolejnych mieszkańców zmarło w konsekwencji odniesionych ran i poparzeń.
W latach 1975–1998 miejscowość należała administracyjnie do województwa chełmskiego.

## Zabytki
- Kościół pw. św. Jana Chrzciciela

## Szlaki turystyczne
- Szlak Stawów Kańskich